# Dendrocygninae
Los dendrocigninos (Dendrocygninae) son una subfamilia de aves anseriformes de la familia Anatidae, conocidos vulgarmente como yaguasas, piche, pijijes, siriríes, suiriríes,  guichichies, iguasas o patos silbadores. Incluye sólo un género, Dendrocygna, que agrupa ocho especies.
Son patos de río y tienen una distribución mundial a través de los trópicos y subtrópicos. Tienen, como su nombre indica, un canto que recuerda un silbido. Tienen las patas y el cuello largos, son muy gregarios, mientras vuelan y mientras descansan en perchas durante la noche. Ambos sexos tienen el mismo plumaje (sin dimorfismo sexual).
Algunas clasificaciones incluyen en esta subfamilia el género Thalassornis que es a veces incluido en su propia subfamilia (Thalassorninae).

## Taxonomía del género
Se reconocen las siguientes especies:
- Dendrocygna arborea - yaguasa de pico negro o suirirí yaguaza;
- Dendrocygna arcuata - yaguasa errante o suirirí capirotado;
- Dendrocygna autumnalis - suirirí piquirrojo o pisingo;
- Dendrocygna bicolor - sirirí colorado, suirirí bicolor o iguasa María;
- Dendrocygna eytoni - suirirí australiano;
- Dendrocygna guttata - suirirí moteado;
- Dendrocygna javanica - suirirí de Java;
- Dendrocygna viduata - suirirí cariblanco, sirirí pampa, o iguasa careta.

## Galería de imágenes

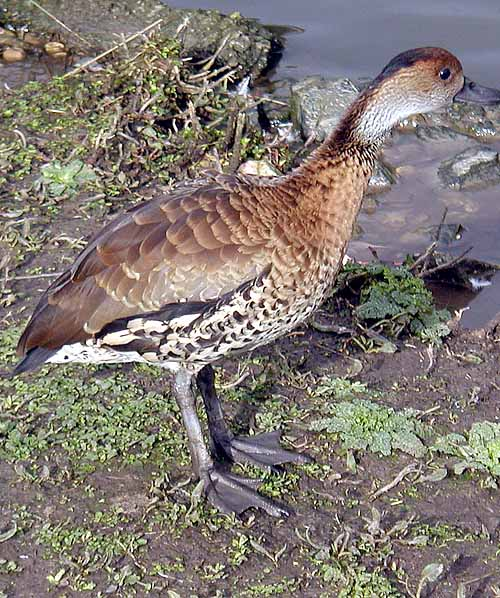
Dendrocyna arborea
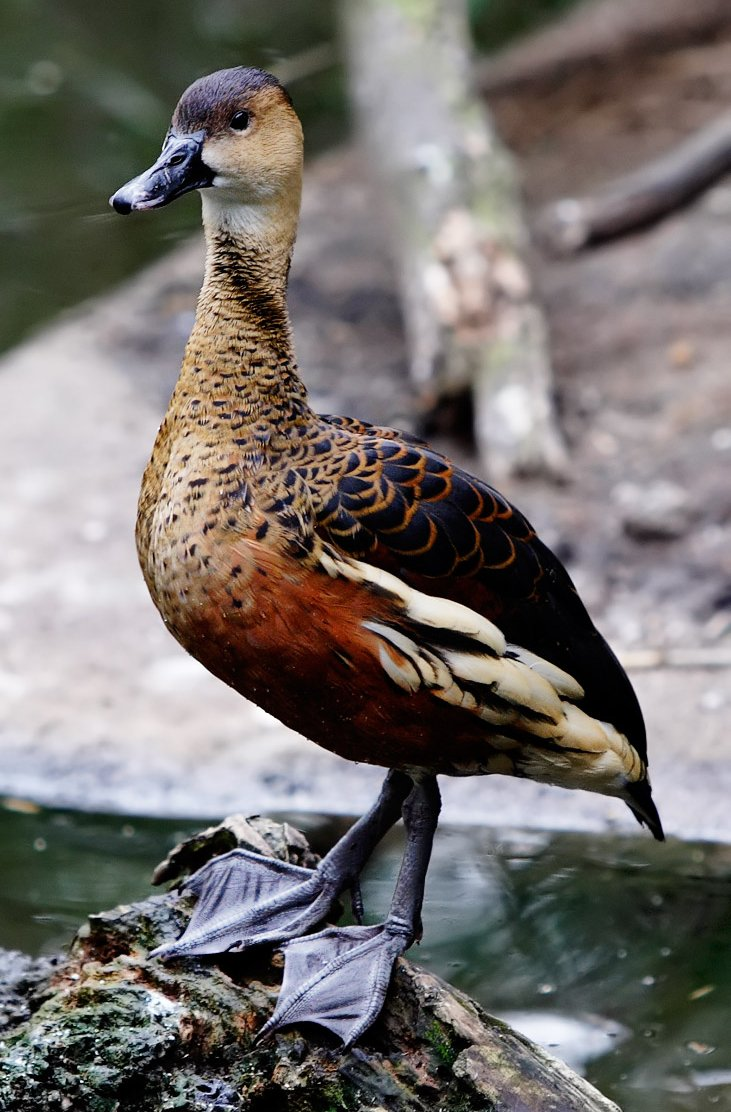
Dendrocygna arcuata
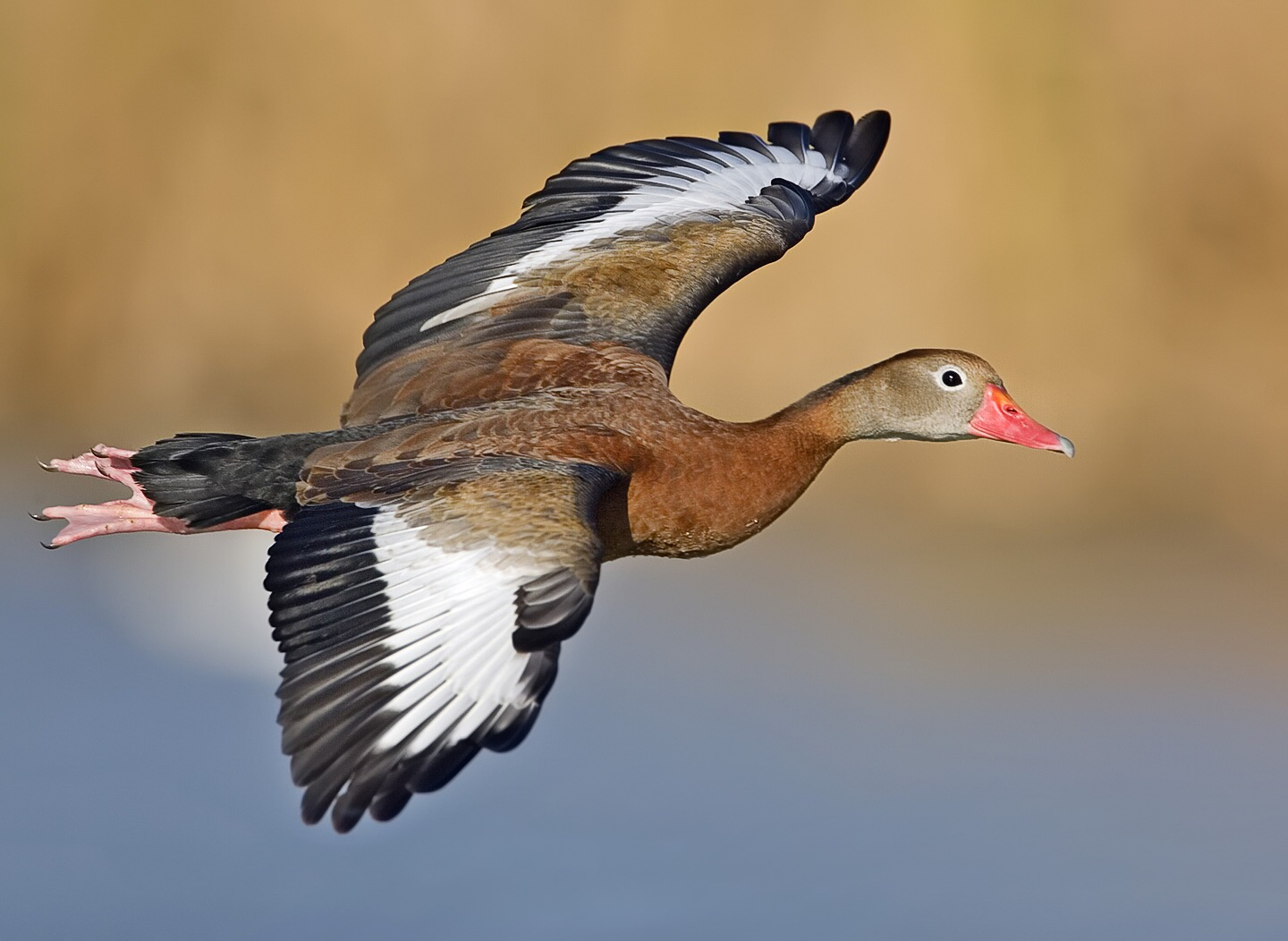
Dendrocygna autumnalis
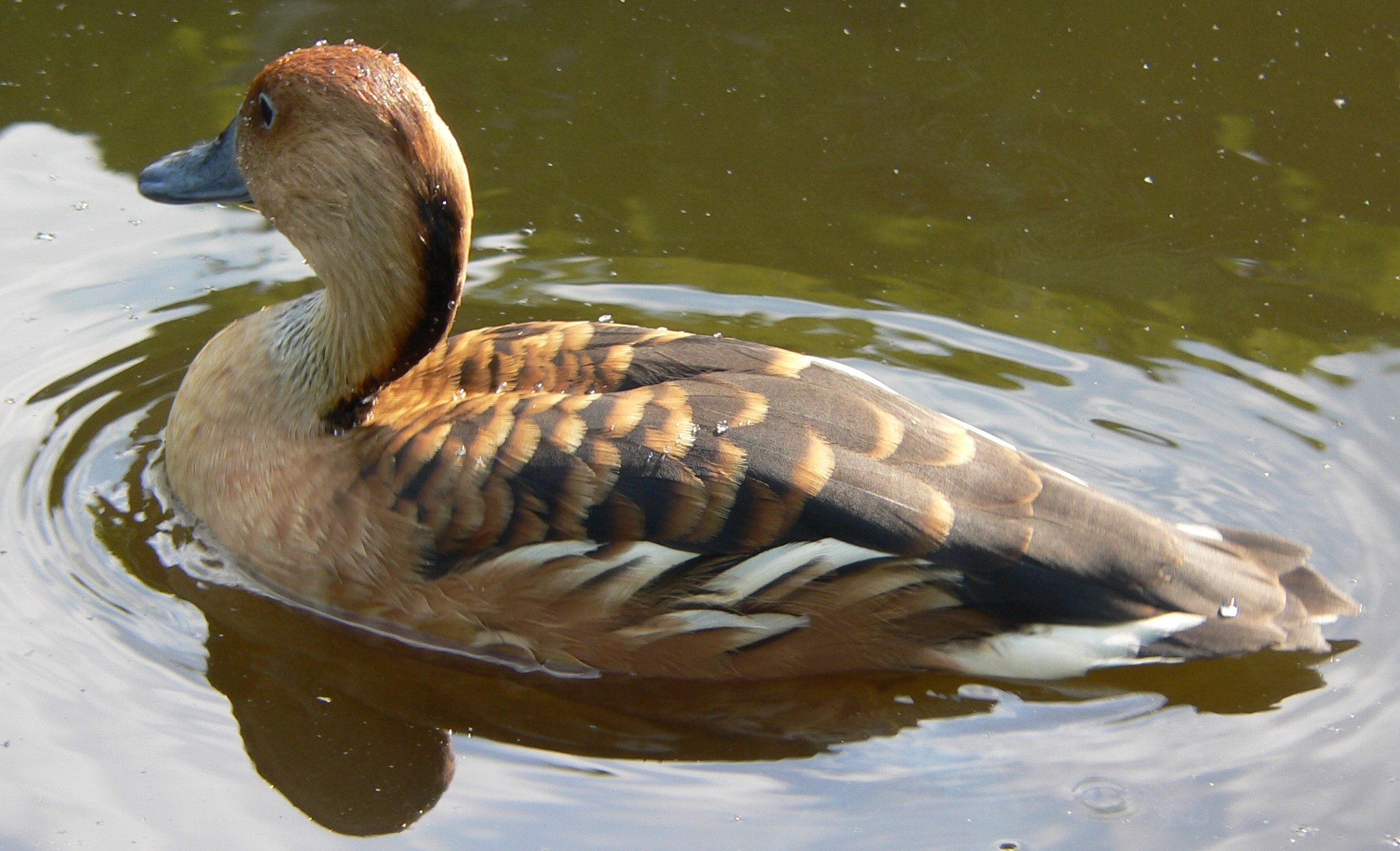
Dendrocygna bicolor
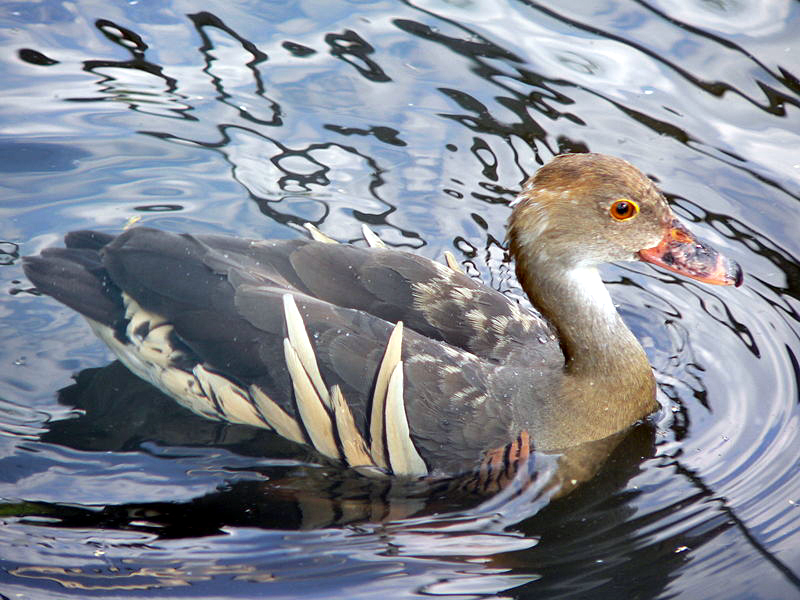
Dendrocygna eytoni
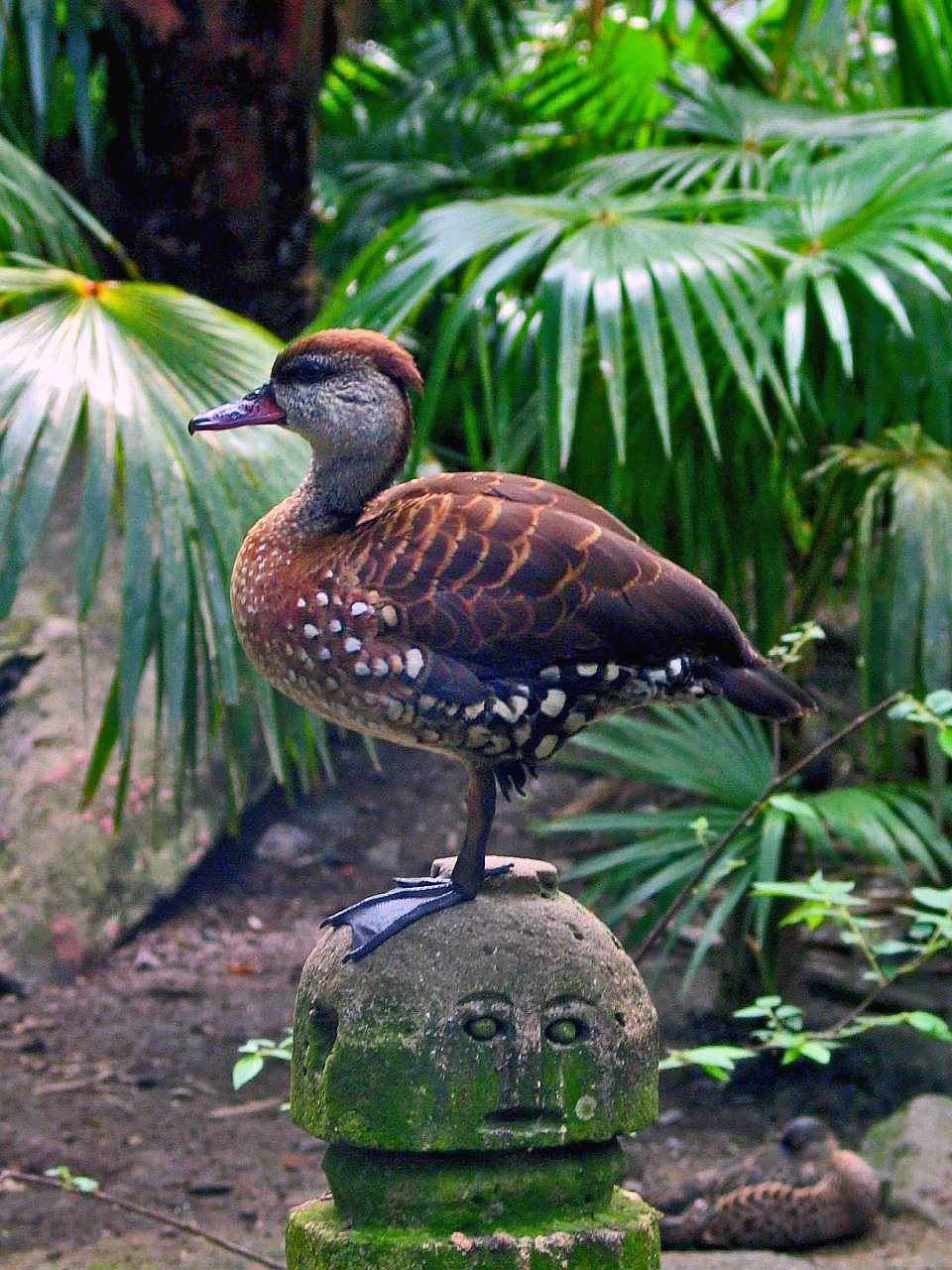
Dendrocygna guttata
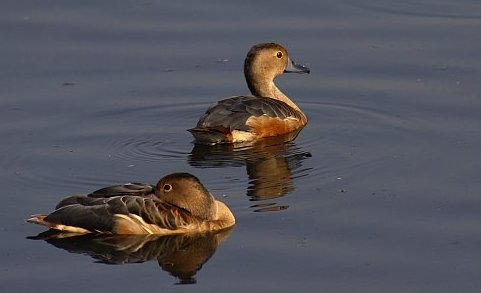
Dendrocygna javanica
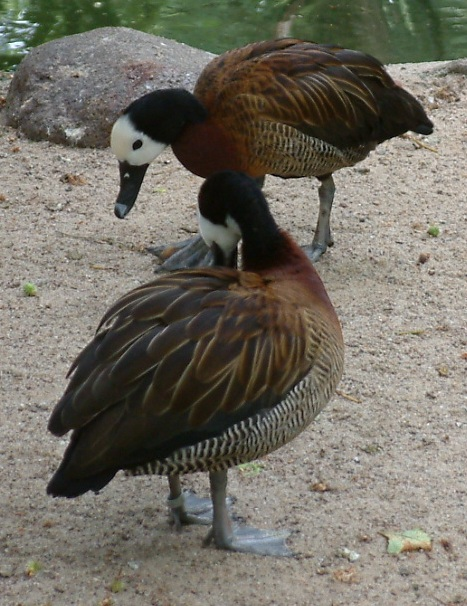
Dendrocygna viduata